# Білінійна форма
Біліні́йна фо́рма (білінійний функціонал, білінійна функція) — це таке відображення декартового квадрата векторного простору {\displaystyle V} в скалярне поле {\displaystyle F}, що є лінійним за кожним зі своїх аргументів:
{\displaystyle B:V\times V\to F,}
скалярне поле — це, зазвичай, дійсні числа {\displaystyle R} чи комплексні числа {\displaystyle \mathbb {C} }.
- {\displaystyle B({\boldsymbol {u}}+{\boldsymbol {u'}},{\boldsymbol {v}})=B({\boldsymbol {u}},{\boldsymbol {v}})+B({\boldsymbol {u'}},{\boldsymbol {v}}),}
- {\displaystyle B({\boldsymbol {u}},{\boldsymbol {v}}+{\boldsymbol {v'}})=B({\boldsymbol {u}},{\boldsymbol {v}})+B({\boldsymbol {u}},{\boldsymbol {v'}}),}
- {\displaystyle B(\lambda {\boldsymbol {u}},{\boldsymbol {v}})=B({\boldsymbol {u}},\lambda {\boldsymbol {v}})=\lambda \,B({\boldsymbol {u}},{\boldsymbol {v}}).}

Білінійна форма {\displaystyle B({\boldsymbol {v}},{\boldsymbol {u}})} називається спряженою до форми {\displaystyle B({\boldsymbol {u}},{\boldsymbol {v}})} і позначається {\displaystyle B^{*}}.
Для випадку комплексних чисел цікавішими є півторалінійні форми, що є подібними до білінійних, але є спряжено-лінійними за одним з аргументів.
Скалярний добуток на {\displaystyle {\mathbb {R} }^{n}} є прикладом білінійної форми..
Означення білінійної форми можна розширити на модулі над кільцем, де лінійне відображення замінюється гомоморфізмом модулів.
Якщо {\displaystyle \mathbb {K} } — поле комплексних чисел {\displaystyle \mathbb {C} }, тоді часто більш цікавими об'єктами є півторалінійні форми, які подібні до білінійних форм, але за одним з аргументів є лінійно-спряженими.

## Координатне представлення
Нехай {\displaystyle V\cong \mathbb {K} ^{n}} — {\displaystyle n}-вимірний векторний простір з базисом {\displaystyle \{{\boldsymbol {e}}_{1},\dots ,{\boldsymbol {e}}_{n}\}}.
Матрицю {\displaystyle A} розмірності {\displaystyle (n\times n)}, елементи якої визначаються як {\displaystyle A_{ij}=B({\boldsymbol {e}}_{i},{\boldsymbol {e}}_{j})}, називають матрицею білінійної форми у базисі {\displaystyle \{{\boldsymbol {e}}_{1},\dots ,{\boldsymbol {e}}_{n}\}}.
- Якщо {\displaystyle (n\times 1)} — матриця {\displaystyle x} представляє вектор {\displaystyle {\boldsymbol {v}}} у цьому базисі, аналогічно {\displaystyle y} відповідає іншому вектору {\displaystyle {\boldsymbol {w}}}, то

{\displaystyle B({\boldsymbol {v}},{\boldsymbol {w}})={\boldsymbol {x}}^{\rm {T}}A{\boldsymbol {y}}=\sum _{i,j=1}^{n}x_{i}a_{ij}y_{j},}
де {\displaystyle A} — квадратна матриця з елементами {\displaystyle a_{ij}=B(e_{i},e_{j})}.
- Якщо {\displaystyle \{{\boldsymbol {f}}_{1},\dots ,{\boldsymbol {f}}_{n}\}}  деякий інший базис в {\displaystyle V}, де {\displaystyle S} — невироджена матриця, то

{\displaystyle {\boldsymbol {f}}_{j}=\sum _{i=1}^{n}S_{i,j}{\boldsymbol {e}}_{i}.}
Тоді при переході до нового базису матриця білінійної форми зміниться на конгруентну матрицю:
{\displaystyle A'=S^{T}AS.}

## Відображення у спряжений простір
Будь-яка білінійна форма {\displaystyle B} на просторі {\displaystyle V} визначає пару лінійних відображень з простору {\displaystyle V} у спряжений до нього простір {\displaystyle V^{\ast }}. Визначимо {\displaystyle B_{1},B_{2}\colon V\rightarrow V^{\ast }} як
{\displaystyle B_{1}({\boldsymbol {v}})({\boldsymbol {w}})=B({\boldsymbol {v}},{\boldsymbol {w}}),}
{\displaystyle B_{2}({\boldsymbol {v}})({\boldsymbol {w}})=B({\boldsymbol {w}},{\boldsymbol {v}}).}
Часто ці відображення позначається як
{\displaystyle B_{1}({\boldsymbol {v}})=B({\boldsymbol {v}},\cdot ),}
{\displaystyle B_{2}({\boldsymbol {v}})=B(\cdot ,{\boldsymbol {v}}),}
де {\displaystyle (\cdot )} вказує на слот, в який потрібно помістити аргумент результуючого лінійного функціоналу (див. каррінг).
Для скінченновимірного векторного простору {\displaystyle V}, якщо будь-яке з відображень {\displaystyle B_{1}} або {\displaystyle B_{2}} є ізоморфізмом, то тоді обидва вони є ізоморфізмами, і білінійну форму {\displaystyle B} називають невиродженою. Більш точніше, для скінченновимірного векторного простору невиродженість означає, що кожен ненульовий елемент нетривіально поєднується з якимсь іншим елементом:
{\displaystyle B(x,y)=0\,} для усіх {\displaystyle y\in V} передбачає, що {\displaystyle {\boldsymbol {x}}=0} i
{\displaystyle B(x,y)=0\,} для усіх {\displaystyle x\in V} передбачає, що {\displaystyle {\boldsymbol {y}}=0.}
Відповідне поняття для модуля над комутативним кільцем полягає в тому, що білінійна форма є унімодулярною, якщо відображення {\displaystyle V\rightarrow V^{\ast }} є ізоморфізмом. Нехай задано скінченний породжений  модуль над комутативним кільцем, утворення пар може бути ін'єктивним (отже, "невиродженим" у наведеному вище розумінні), але не унімодулярним. Наприклад, для цілих чисел утворення пар {\displaystyle B(x,y)=2xy} є невиродженим, але неунімодулярним, оскільки індуковане відображення з {\displaystyle V={\mathbb {Z} }} на {\displaystyle V^{\ast }={\mathbb {Z} }} є множенням на 2.
Якщо простір {\displaystyle V}  — скінченновимірний, тоді можна ототожнювати простір {\displaystyle V} з двічі спряженим простором {\displaystyle V^{\ast \ast }}. Можна показати, що відображення {\displaystyle B_{2}} є транспонуванням лінійного відображення {\displaystyle B_{1}} (якщо простір {\displaystyle V} нескінченновимірний, то {\displaystyle B_{2}} — транспонування {\displaystyle B_{1}}, обмежене образом простору {\displaystyle V} у просторі {\displaystyle V^{\ast \ast }}). Для заданого відображення {\displaystyle B} можна визначити транспоноване до нього через білінійну форму наступним чином
{\displaystyle {}^{\rm {t}}B({\boldsymbol {v}},{\boldsymbol {w}})=B({\boldsymbol {w}},{\boldsymbol {v}}).}
Лівий і правий радикали білінійної форми {\displaystyle B} є ядрами відображень {\displaystyle B_{1}} і {\displaystyle B_{2}}, відповідно; вони є векторами, ортогональними до всього простору зліва та справа.
Якщо простір {\displaystyle V} — скінченновимірний, тоді ранг відображення {\displaystyle B_{1}} дорівнює рангу відображення {\displaystyle B_{2}}. Якщо це значення дорівнює {\displaystyle \dim V}, тоді відображення {\displaystyle B_{1}} і {\displaystyle B_{2}} є лінійними ізоморфізмами з простору {\displaystyle V} у простір {\displaystyle V^{\ast }}. У цьому випадку білінійна форма {\displaystyle B} є невиродженою. За теоремою про ранг ядра це еквівалентно умові, що лівий та правий радикали будуть тривіальними. Для скінченновимірних просторів це часто приймається як означення невиродженості:
Означення: Відображення {\displaystyle B} є невиродженим, якщо з умови {\displaystyle B({\boldsymbol {v}},{\boldsymbol {w}})=0}, яка виконується для всіх {\displaystyle {\boldsymbol {w}}}, випливає, що {\displaystyle {\boldsymbol {v}}={\boldsymbol {0}}}.
Для будь-якого лінійного відображення {\displaystyle A\colon V\rightarrow V^{\ast }} можна отримати білінійну форму {\displaystyle B} у просторі {\displaystyle V} як
{\displaystyle B({\boldsymbol {v}},{\boldsymbol {w}})=A({\boldsymbol {v}})({\boldsymbol {w}}).}
Ця форма буде невиродженою тоді і лише тоді, коли відображення {\displaystyle A} є ізоморфізмом.
Якщо простір {\displaystyle V} є скінченновимірним тоді, відносно деякого базису простору {\displaystyle V}, білінійна форма є виродженою тоді і тільки тоді, коли визначник відповідної матриці дорівнює нулю. Аналогічно, невиродженою формою є форма для якої визначник асоційованої матриці ненульовий (матриця є несингулярною). Ці твердження не залежать від вибраного базису. Для модуля над комутативним кільцем унімодулярна форма є формою, для якої визначник асоційованої матриці дорівнює одиниці (наприклад, 1), що і обґрунтовує термінологію. Зауважимо, що форма, визначник якої не дорівнює нулю, але не є одиницею, буде невиродженою, але не унімодулярною, наприклад, форма {\displaystyle B({\boldsymbol {x}},{\boldsymbol {y}})=2xy} над полем цілих чисел.

## Симетрична, кососиметрична та знакозмінна форми
Визначаємо білінійну форму як
- симетричну[en], якщо {\displaystyle B({\boldsymbol {v}},{\boldsymbol {w}})=B({\boldsymbol {w}},{\boldsymbol {v}})} для всіх {\displaystyle {\boldsymbol {v}},{\boldsymbol {w}}\in V};
- знакозмінну[en], якщо {\displaystyle B({\boldsymbol {v}},{\boldsymbol {v}})=0} для всіх {\displaystyle {\boldsymbol {v}},{\boldsymbol {w}}\in V};
- кососиметричну, якщо {\displaystyle B({\boldsymbol {v}},{\boldsymbol {w}})=-B({\boldsymbol {w}},{\boldsymbol {v}})} для всіх {\displaystyle {\boldsymbol {v}},{\boldsymbol {w}}\in V}.

Твердження: Будь-яка знакозмінна форма є кососиметричною.
Доведення: Це можна побачити, розписавши {\displaystyle B({\boldsymbol {v}}+{\boldsymbol {w}};{\boldsymbol {v}}+{\boldsymbol {w}})}.
Якщо характеристика поля {\displaystyle \mathbb {K} } не дорівнює 2, то справедливо і зворотне твердження: кожна кососиметрична форма є знакозмінною. Однак, якщо {\displaystyle \operatorname {char} (\mathbb {K} )=2}, то кососиметрична форма є такою ж як симетрична форма, і існують симетричні/кососиметричні форми, які не є знакозмінними.
Білінійна форма є симетричною (відповідно, кососиметричною) тоді і лише тоді, коли її координатна матриця (відносно будь-якого базису) є симетричною (відповідно, кососиметричною). Білінійна форма є знакозмінною тоді і тільки тоді, коли її координатна матриця є кососиметричною, а діагональні елементи дорівнюють нулю (це випливає з кососиметричності при {\displaystyle \operatorname {char} (\mathbb {K} )\neq 2}).
Білінійна форма є симетричною тоді і лише тоді, коли відображення {\displaystyle B_{1},B_{2}\colon V\rightarrow V^{\ast }} рівні ({\displaystyle B_{1}({\boldsymbol {v}})=B_{2}({\boldsymbol {v}})}), і кососиметричною  тоді і лише тоді, коли вони протилежні за знаком (({\displaystyle B_{1}({\boldsymbol {v}})=-B_{2}({\boldsymbol {v}})}). Якщо {\displaystyle \operatorname {char} (\mathbb {K} )\neq 2}, то білінійну форму можна розкласти на симетричну та кососиметричну частини наступним чином:
{\displaystyle B^{+}={\frac {1}{2}}(B+{}^{\rm {t}}B),\quad B^{-}={\frac {1}{2}}(B-{}^{\rm {t}}B),}
де {\displaystyle {}^{\rm {t}}B} — відображення транспоноване до {\displaystyle B} (визначене вище).
{\displaystyle B^{\pm }={\frac {1}{2}}(B\pm B^{*})\quad \to \quad B=B^{+}+B^{-}}
- Симетрична білінійна форма називається додатновизначеною (від'ємновизначеною), якщо {\displaystyle \forall x\neq 0}: {\displaystyle B(x,x)>0} або {\displaystyle B(x,x)<0}.

Додатновизначена білінійна форма задовільняє всі аксіоми скалярного добутку.

## Симетрична білінійна форма
Симетричні білінійні форми тісно пов'язані з квадратичними формами.
Симетричну білінійну форму A(x,y), називають полярною до квадратичної форми A(x,x). Матриця білінійної форми збігається з матрицею полярної до неї квадратичної форми в тому ж базисі.
- Маючи білінійну форму {\displaystyle B} (не обов'язково симетричну), отримаємо квадратичну форму як:

{\displaystyle Q({\boldsymbol {u}})=B({\boldsymbol {u}},{\boldsymbol {u}}).}
- І навпаки, маючи квадратичну форму {\displaystyle Q}, використавши правило паралелограма, отримаємо асоційовану з нею симетричну білінійну форму:

{\displaystyle B({\boldsymbol {u}},{\boldsymbol {v}})={\frac {1}{4}}\left(Q({\boldsymbol {u}}+{\boldsymbol {v}})-Q({\boldsymbol {u}}-{\boldsymbol {v}})\right).}

## Похідна квадратична форма
Для будь-якої білінійної форми {\displaystyle B\colon V\times V\rightarrow \mathbb {K} } існує асоційована квадратична форма {\displaystyle Q\colon V\rightarrow \mathbb {K} }, визначена як {\displaystyle Q\colon V\rightarrow \mathbb {K} \colon {\boldsymbol {v}}\mapsto B({\boldsymbol {v}},{\boldsymbol {v}})}.
Якщо {\displaystyle \operatorname {char} (\mathbb {K} )\neq 2}, то квадратична форма {\displaystyle Q} визначається симетричною частиною білінійної форми {\displaystyle B} і не залежить від антисиметричної частини. У цьому випадку існує взаємнооднозначна відповідність між симетричною частиною білінійної форми та квадратичною формою, і є сенс говорити про симетричну білінійну форму асоційовану з квадратичною формою.
Якщо {\displaystyle \operatorname {char} (\mathbb {K} )=2} і {\displaystyle \dim V>1}, то такої відповідності між квадратичними формами та симетричними білінійними формами немає.

## Рефлексивність та ортогональність
Означення: Білінійна форма {\displaystyle B\colon V\times V\rightarrow \mathbb {K} } називається рефлексивною, якщо із {\displaystyle B({\boldsymbol {v}},{\boldsymbol {w}})=0} випливає, що і {\displaystyle B({\boldsymbol {w}},{\boldsymbol {v}})=0} для всіх {\displaystyle {\boldsymbol {w}},{\boldsymbol {v}}\in V}.
Означення: Нехай {\displaystyle B\colon V\times V\rightarrow \mathbb {K} } — рефлексивна білінійна форма. Вектори {\displaystyle {\boldsymbol {v}}}, {\displaystyle {\boldsymbol {w}}} простору {\displaystyle V} є ортогональними відносно {\displaystyle B}, якщо {\displaystyle B({\boldsymbol {v}},{\boldsymbol {w}})=0}.
Білінійна форма {\displaystyle B} є рефлексивною тоді і лише тоді, коли вона симетрична або кососиметрична. За відсутності рефлексивності нам доводиться розрізняти ліву та праву ортогональність. У рефлексивному просторі лівий і правий радикали співпадають і називаються ядром або радикалом білінійної форми: підпростір усіх векторів, ортогональних з будь-яким іншим вектором. Вектор {\displaystyle {\boldsymbol {v}}} з матричним представленням {\displaystyle x} знаходиться в радикалі білінійної форми з матричним представленням {\displaystyle A}, тоді і тільки тоді, коли {\displaystyle Ax=0\Leftrightarrow x^{\top }A=0}. Радикал — це завжди підпростір простору{\displaystyle V}. Він тривіальний тоді і тільки тоді, коли матриця {\displaystyle A} невироджена, і, отже, тоді і тільки тоді, коли білінійна форма є невиродженою.
Нехай {\displaystyle W} є підпростором. Визначимо ортогональне доповнення як
{\displaystyle W^{\bot }=\left\{{\boldsymbol {v}}\mid B({\boldsymbol {v}},{\boldsymbol {w}})=0\ \forall {\boldsymbol {w}}\in W\right\}.}
Для невироджених білінійної форми на скінченномірному просторі відображення {\displaystyle V/W\rightarrow W^{\bot }} є бієкцією і розмірність ортогонального доповнення {\displaystyle W^{\bot }} дорівнює {\displaystyle \dim V-\dim W}.

## Різні простори
Більша частина теорії доступна для білінійного відображення з двох векторних просторів над тим самим базовим полем у це поле
{\displaystyle B\colon \ V\times V\rightarrow \mathbb {K} .}
Тут все ще маємо індуковані лінійні відображення з простору {\displaystyle V} у простір {\displaystyle W^{\ast }} і з простору {\displaystyle W} у простір {\displaystyle V^{\ast }}. Може трапитися так, що ці відображення є ізоморфізмами; припускаючи скінченновимірність, якщо одне є ізоморфізмом, інше також має бути ізоморфізмом. Коли це відбувається, білінійну форму {\displaystyle B} називають досконалим утворюванням пар.
У випадку скінченних розмірностей це еквівалентно тому, що утворювання пар  є невиродженим (простори обов'язково мають однакові розмірності). Для модулів (замість векторних просторів), подібно до того як зараз, невироджена форма є слабшою за унімодулярну форму, невироджене утворювання пар є слабшим поняттям ніж досконале утворювання пар. Утворювання пар може бути невиродженим, не будучи досконалим. Наприклад, {\displaystyle \mathbb {Z} \times \mathbb {Z} \rightarrow \mathbb {Z} } вигляду {\displaystyle (x,y)\mapsto 2xy} є невиродженим, але індукується множення на 2 при відображенні {\displaystyle \mathbb {Z} \rightarrow \mathbb {Z} ^{\ast }}.
Термінологія змінюється при розгляді різних білінійних форм.
Наприклад, Ф. Різ Харві обговорює "вісім видів внутрішнього добутку". Для їх визначення він використовує діагональні матриці {\displaystyle A_{ij}}, що мають лише {\displaystyle +1} або {\displaystyle -1} для ненульових елементів. Деякі з "внутрішніх добутків" є симплектичними формами, а деякі — півторалінійними формами або ермітовими формами. Замість загального поля {\displaystyle \mathbb {K} } розлядаються поля дійсних чисел {\displaystyle \mathbb {R} }, комплексних чисел {\displaystyle \mathbb {C} } і кватерніонів {\displaystyle \mathbb {H} }. Білінійна форма
{\displaystyle \sum _{k=1}^{p}x_{k}y_{k}-\sum _{k=p+1}^{n}x_{k}y_{k}}
називається дійсним симетричним випадком і позначається як {\displaystyle \mathbb {R} (p,q)}, де {\displaystyle p+q=n}. Потім він формулює зв'язок із традиційною термінологією.
Деякі дійсні симетричні випадки дуже важливі.
Додатно визначений випадок {\displaystyle \mathbb {R} (n,0)} називається евклідовим простором, тоді як випадок одного мінуса, {\displaystyle \mathbb {R} (n-1,1)} — простором Лоренца. 
Якщо {\displaystyle n=4}, то простір Лоренца також називають простором Мінковського або простором-часом Мінковського.
Частинний випадок {\displaystyle \mathbb {R} (p,p)} будемо називати розщепленим випадком.

## Зв'язок з тензорним добутком
Згідно універсальної властивості тензорного добутку існує канонічна відповідність між білінійними формами у просторі {\displaystyle V} і лінійними відображеннями {\displaystyle V\otimes V\rightarrow \mathbb {K} }. Якщо {\displaystyle B} є білінійною формою у просторі {\displaystyle V}, то відповідне лінійне відображення визначається як
{\displaystyle {\boldsymbol {v}}\otimes {\boldsymbol {w}}\mapsto B({\boldsymbol {v}},{\boldsymbol {w}}).}
В іншому напрямку, якщо {\displaystyle F\colon V\otimes V\rightarrow \mathbb {K} } є лінійним відображенням, то відповідна білінійна форма задається композицією {\displaystyle F} з білінійним відображенням {\displaystyle V\times V\rightarrow V\otimes V}, яка відображає {\displaystyle ({\boldsymbol {v}},{\boldsymbol {w}})} у {\displaystyle {\boldsymbol {v}}\otimes {\boldsymbol {w}}}.
Множина всіх лінійних відображень {\displaystyle V\otimes V\rightarrow \mathbb {K} } є спряженим простором для {\displaystyle V\otimes V}, тому білінійні форми можна розглядати як елементи простору {\displaystyle (V\otimes V)^{\ast }}, який (для скінченновимірного простору {\displaystyle V}) канонічно ізоморфний простору {\displaystyle V^{\ast }\otimes V^{\ast }}.
Так само симетричні білінійні форми можна розглядати як елементи з {\displaystyle {\rm {Sym}}^{2}(V^{\ast })} (друга симетрична степінь простору {\displaystyle V^{\ast }}), і знакозмінні білінійні форм як елементи з {\displaystyle \wedge ^{2}V^{\ast }} (друга зовнішня степінь простору {\displaystyle V^{\ast }}).

## На нормованих векторних просторах
Означення: Білінійна форма на нормованому векторному просторі {\displaystyle (V,||\cdot ||)} є обмеженою, якщо існує константа {\displaystyle C}, що для всіх {\displaystyle {\boldsymbol {u}},{\boldsymbol {v}}\in V}
{\displaystyle B({\boldsymbol {u}},{\boldsymbol {v}})\leq C||{\boldsymbol {u}}||||{\boldsymbol {v}}||.}
Означення: Білінійна форма на нормованому векторному просторі {\displaystyle (V,||\cdot ||)} є еліптичною, або коерцитивною, якщо існує константа {\displaystyle c>0}, така, що для всіх {\displaystyle {\boldsymbol {u}}\in V}
{\displaystyle B({\boldsymbol {u}},{\boldsymbol {u}})\geq c||{\boldsymbol {u}}||^{2}.}

## Узагальнення на модулі
Нехай задано кільце {\displaystyle R} і правий {\displaystyle R}-модуль {\displaystyle M} та його спряжений модуль {\displaystyle M^{\ast }}, відображення {\displaystyle B\colon M\times M\rightarrow \mathbb {K} } називається білінійною формою, якщо
{\displaystyle B(u+v,x)=B(u,x)+B(v,x),}
{\displaystyle B(u,x+y)=B(u,x)+B(u,y),}
{\displaystyle B(\alpha x,x\beta )=\alpha B(u,x)\beta .}
для всіх {\displaystyle u,v\in M^{\ast }}, всіх {\displaystyle x,y\in M} і всіх {\displaystyle \alpha ,\beta \in R}.
Відображення {\displaystyle (\cdot ,\cdot )\colon M^{\ast }\times M\rightarrow R\colon (u,x)\mapsto u(x)} відоме як природне утворювання пар, яке також називають канонічною білінійною формою на {\displaystyle M^{\ast }\times M}.
Лінійне відображення {\displaystyle S\colon M^{\ast }\rightarrow M^{\ast }\colon u\mapsto S(u)} індукує білінійну форму {\displaystyle B\colon M^{\ast }\times M\rightarrow R\colon (u,x)\mapsto (S(u),x)}, а лінійне відображення {\displaystyle T\colon M\rightarrow M\colon x\mapsto T(x)} індукує білінійну форму {\displaystyle B\colon M^{\ast }\times M\rightarrow R\colon (u,x)\mapsto (u,T(x))}.
І навпаки, білінійна форма {\displaystyle B\colon M^{\ast }\times M\rightarrow R} індукує {\displaystyle R}-лінійні відображення {\displaystyle S\colon M^{\ast }\rightarrow M^{\ast }\colon u\mapsto (x\mapsto B(u,x))} і {\displaystyle T^{'}\colon M\rightarrow M^{\ast \ast }\colon x\mapsto (u\mapsto B(u,x))}. Тут {\displaystyle M^{\ast \ast }} позначає подвійний спряжений модуль для модуля {\displaystyle M}.